# Arius venosus
Arius venosus es una especie de pez de la familia Ariidae en el orden Siluriformes.

## Morfología
• Los machos pueden llegar alcanzar los 30 cm de longitud total.

## Distribución geográfica
Se encuentra desde el Canal de Mozambique hasta Birmania y desde el sur de la China hasta Indonesia (excepto las Filipinas y Australia). También está presente en el delta del río Mekong.